# كلير توماس
كلير توماس (بالإنجليزية: Clare Thomas)‏ هي ممثلة بريطانية، ولدت في 2 أبريل 1989 في المملكة المتحدة.

## وصلات خارجية
- كلير توماس على موقع IMDb (الإنجليزية)
- كلير توماس على موقع قاعدة بيانات الفيلم (الإنجليزية)